# Pernica
Pernica este o localitate din comuna Pesnica, Slovenia, cu o populație de 377 de locuitori.